# Rifts: Promise of Power
Rifts: Promise of Power est un jeu vidéo de type tactical RPG développé par Backbone Entertainment et édité par Nokia, sorti en 2005 sur N-Gage.
Il est basé sur les livres de jeu de rôle Rifts.

## Accueil
- Jeuxvideo.com : 9/20[1]